# Niels Giffey
Pour les articles homonymes, voir Giffey.
Niels Giffey, né le 8 juin 1991 à Berlin, en Allemagne, est un joueur allemand de basket-ball, évoluant au poste de ailier.

## Carrière
Giffey est formé à l'ALBA Berlin. Il intègre l'équipe universitaire des Huskies de l'université du Connecticut en 2010.
Giffey remporte le championnat universitaire NCAA avec les Huskies en 2011 et 2014.
En 2013, il est sélectionné en équipe d'Allemagne et participe au championnat d'Europe de basket-ball 2013.
En juillet 2014, Giffey signe un contrat de 3 ans avec l'ALBA Berlin.
En juin 2021, Giffey quitte l'Alba et rejoint le club lituanien du Žalgiris Kaunas. Le contrat court sur une saison, avec une saison supplémentaire en option. En juin 2022, Giffey et le Žalgiris se séparent.
En octobre 2022, Giffey s'engage avec le CB Murcie, club de première division espagnole. En novembre, il rejoint le Bayern Munich avec lequel il signe un contrat jusqu'à la fin de la saison 2024-2025.

## Vie privée
Franziska Giffey, ancienne Bourgmestre-gouverneure de Berlin, est sa tante par alliance.

## Palmarès
- Médaille d'or à la Coupe du monde 2023
- Troisième au Championnat d'Europe 2022
- Vainqueur de la coupe de Lituanie 2022
- Vainqueur de la Coupe d'Allemagne 2016, 2020
- Champion d'Allemagne 2020, 2021